# Euoplocephalus
 Euoplocephalus  ist eine Gattung der Vogelbeckensaurier (Ornithischia) aus der Gruppe der Ankylosauria. Sie zählt zu den am besten bekannten Vertretern dieser Gruppe und lebte in der Oberkreide in Nordamerika.

## Merkmale

### Allgemeines

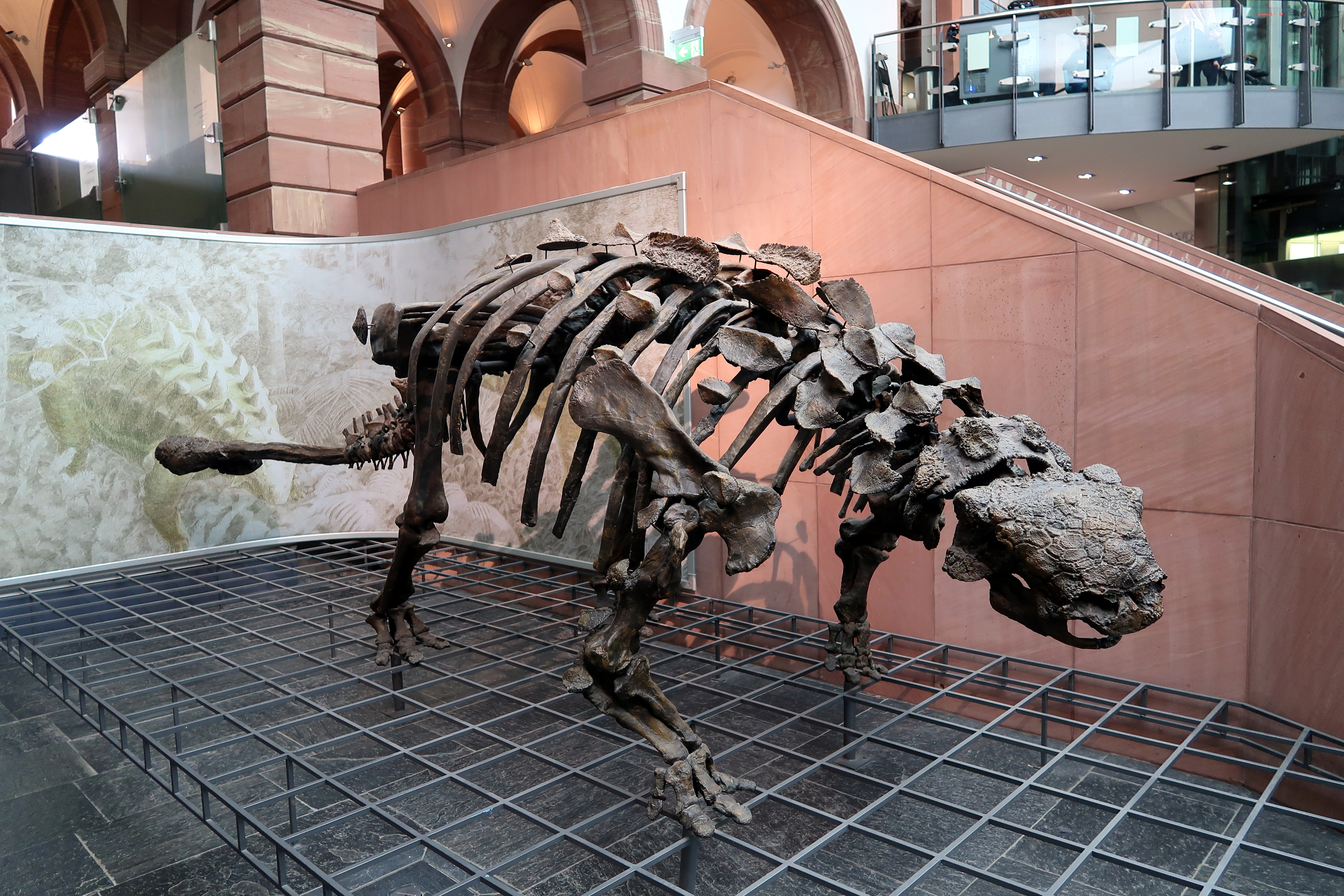
Skelett von Euoplocephalus im Naturmuseum Senckenberg

Euoplocephalus erreichte eine Länge von 6 bis 7 Metern und zählt damit zu den größeren Ankylosauriern, wenn auch der etwas später lebende Ankylosaurus größer war. Sein Gewicht wird auf 1,8 bis 3 Tonnen geschätzt. Wie alle Ankylosaurier hatte er einen stämmigen Körperbau und war quadruped (er bewegte sich auf allen vieren fort). Die Gliedmaßen waren verhältnismäßig kurz und kräftig, wobei die Hinterbeine länger als die Vorderbeine waren, was den Kopf nahe am Boden positionierte. An den Vorderfüßen hatte er vermutlich fünf und an den Hinterfüßen drei Zehen, die alle in breiten Hufen endeten.

### Panzerung und Schwanzkeule

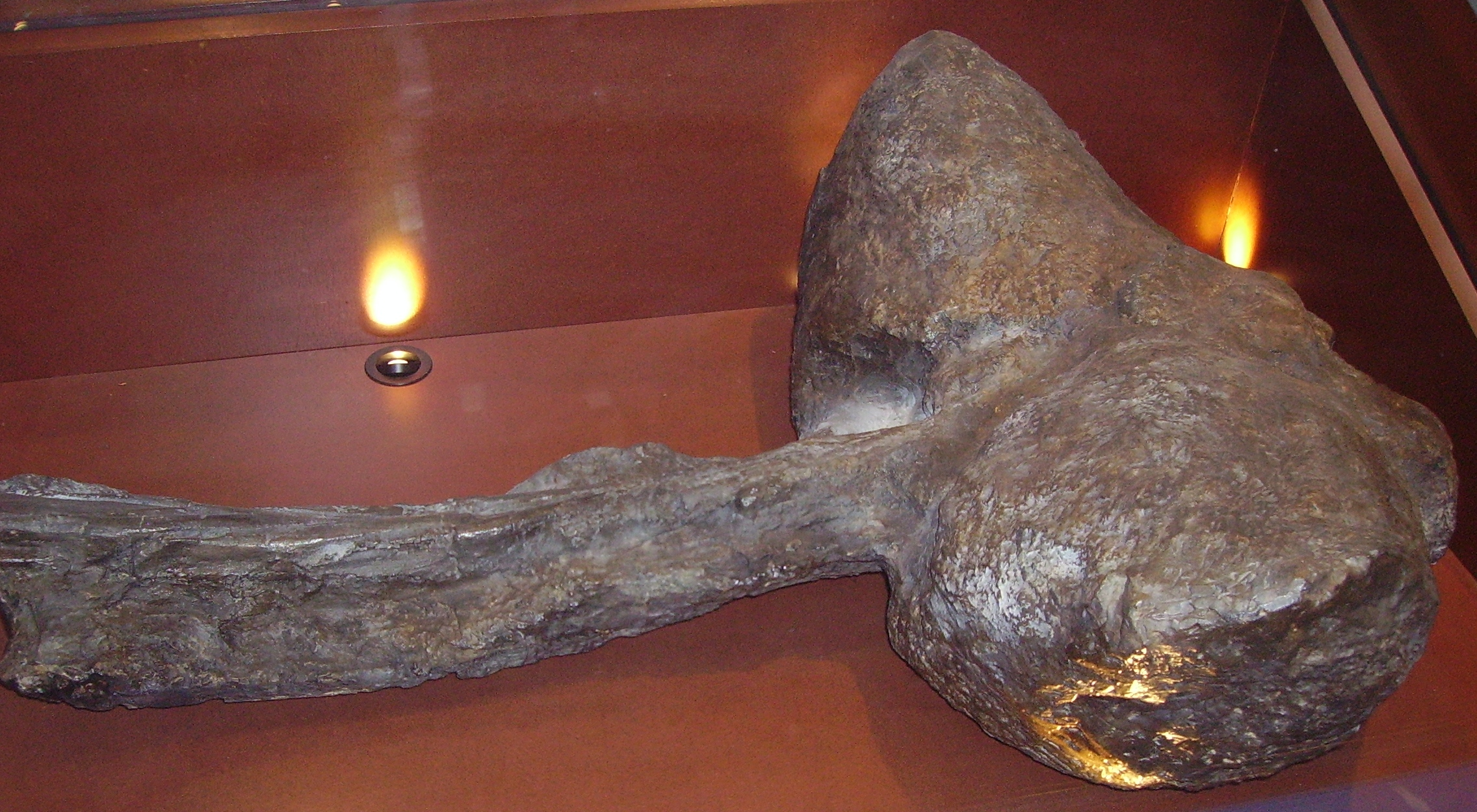
Schwanzkeule

Euoplocephalus besaß wie alle Ankylosaurier eine Panzerung aus Osteodermen, also Hautknochenplatten, die den Kopf, Rücken und Teile des Schwanzes bedeckten. Diese Panzerung bestand aus quer verlaufenden Platten, die in die Haut eingelagert waren, zusätzlich waren sie mit kleinen knöchernen Höckern versehen, die reihenweise angeordnet waren. Um das schwere Gewicht zu tragen, waren die Knochen des Skeletts teilweise verwachsen. So bildete das Kreuzbein (Sacrum) mit den davor- und dahinterliegenden Wirbeln eine als Synsacrum bezeichnete Einheit.
Wie bei vielen Ankylosauridae endete der Schwanz in einer knöchernen Keule. Sie war an die letzten Schwanzwirbel verbunden, starke Sehnen sorgten für die Beweglichkeit dieser Keule, die vermutlich zur Verteidigung eingesetzt werden konnte.

### Schädel
Der Schädel von Euoplocephalus war wuchtig und sehr breit und saß auf einem kurzen Hals. Die Oberseite war ebenfalls mit einer Panzerung aus Knochenplatten bedeckt, diese waren mit den Schädelknochen verwachsen. Sogar die Augenlider waren geschützt und trugen in der Größe angepasste knöcherne ovale Scheiben. Die Schnauze endete in einem breiten, zahnlosen Hornschnabel, die Zähne waren klein und blattförmig und an eine pflanzliche Ernährung angepasst. Wie einige andere Ankylosaurier hatte Euoplocephalus schlaufenförmig gewundene Atemkanäle innerhalb des Schädels. Am Hinterkopf trug dieser Dinosaurier zwei pyramidenförmige Hörner, auch an jeder Wange wuchs ein knöcherner Auswuchs. Das Gehirn war wie bei allen Ankylosauriern sehr klein.

## Lebensweise
Vermutlich ließ der schwere Körperbau von Euoplocephalus keine schnelle Fortbewegung zu. Im Bedrohungsfall könnte er sich an den Boden gepresst haben, um den ungeschützten Bauch vor Angriffen zu schützen, zusätzlich könnte er Fressfeinde mit Schlägen seiner Schwanzkeule zu vertreiben versucht haben. Nach anderen Meinungen könnten die Panzerung und die Schwanzkeule auch bei Auseinandersetzungen mit Artgenossen, etwa um das Paarungsvorrecht, eingesetzt worden sein.
Euoplocephalus war ein Pflanzenfresser, der sich von verschiedenen in Bodennähe wachsenden Pflanzen ernährt haben dürfte. Die kleinen Zähne ließen kein gründliches Kauen der Nahrung zu, vermutlich wurde die Nahrung erst im voluminösen Rumpf zersetzt. Manche Forscher halten es für denkbar, dass die Ankylosaurier ähnlich den Wiederkäuern mehrere Mägen besaßen.

## Entdeckung und Benennung
Der Erstbeschreibung der Gattung unter dem Namen Stereocephalus durch Lawrence Lambe im Jahr 1902 folgte 1910 die Umbenennung in Euoplocephalus, da bereits eine Insektengattung Stereocephalus hieß. Der Name leitet sich vom griechischen eu-/ευ- (=„gut“), hoplon-/οπλον- (=„Schild“) und kephale/κεφαλη (=„Kopf“) ab und bedeutet demnach „gut gepanzerter Kopf“. Zahlreiche Fossilien, darunter 15 teilweise vollständige Schädel und zahlreiche Teile des postkranialien Skeletts, wurden in Alberta (Kanada) und Montana (USA) entdeckt. Sie werden in die obere Kreidezeit (spätes Campanium bis frühes Maastrichtium) auf ein Alter von 76 bis 69 Millionen Jahre datiert.

## Systematik
Laut der Ergebnisse kladistischer Analysen war Euoplocephalus am engsten mit der Gattung Ankylosaurus verwandt (nach Fastovsky und Weishampel 2005). Demnach bilden die beiden Gattungen eine unbenannte Klade innerhalb der Ankylosaurinae, der jüngern, höher entwickelten Ankylosauridae.